# لوثر بويد إيوبانكس
لوثر بويد إيوبانكس هو محامي وقاضي وسياسي أمريكي، ولد في 31 يوليو 1917 في Caprock, New Mexico ‏ في الولايات المتحدة، وتوفي في 21 يناير 1996. نشط حزبياً في الحزب الديمقراطي. وقد انتخب عضو مجلس نواب أوكلاهوما ‏.